# Siège d'Avignon
Cet article concerne le siège de l'an 1226. Pour le siège de l'an 500, voir Siège d'Avignon (500).
Croisade des albigeois
(Interventions royales) 
Batailles
Chronologie de la croisade des albigeois
- Béziers
- Carcassonne

- Minerve
- Termes
- Lavaur
- Montgey
- 1er Toulouse
- Castelnaudary
- Muret

- Beaucaire
- 2e Toulouse
- Marmande
- Baziège
- 3e Toulouse

- Avignon
- Montségur

Le siège d'Avignon en 1226 est la première opération menée par le roi de France Louis VIII dans le cadre de la croisade des albigeois (1209-1229), commencée sous le règne de Philippe Auguste.
Le fils de Simon de Montfort (mort en 1218), Amaury, lui ayant cédé en 1224 ses droits sur le comté de Toulouse, Louis VIII décide d'attaquer à Avignon, ville du Saint-Empire détenue par Raymond VII de Toulouse. Le pape Honorius III donne à l'expédition le statut de croisade. Le siège d'Avignon débute le 10 juin 1226 et s'achève le 12 septembre, les consuls de la ville ayant conclu un traité de reddition en raison du manque de vivres.  
Le roi Louis VIII meurt peu après (8 novembre), au cours de son voyage de retour. 

## Circonstances

### Suites de la mort de Simon de Montfort (1218)
La mort de Simon de Montfort au siège de Toulouse en 1218 porte un rude coup aux croisés. Les anciennes possessions du comte de Toulouse se révoltent, les places fortes et les villes sont peu à peu reconquises par les barons fidèles au comte de Toulouse. 
L’intervention du prince héritier du royaume, Louis de France, permet de reprendre Marmande, mais il échoue devant Toulouse. Reparti dans le Nord du royaume, il laisse le commandement au fils de Simon de Montfort, Amaury, mais avec des effectifs insuffisants, qui ne lui permettent pas de résister à l'offensive du comte de Toulouse.
En janvier 1224, alors qu'il ne lui reste plus que Carcassonne, Amaury conclut une trêve avec Raymond VII puis part en février pour la cour de France. Au cours d’une entrevue avec Louis VIII, il lui cède tous ses droits sur le comté de Toulouse. 

### Reprise de la croisade par Louis VIII (1224)
Louis décide alors d’intervenir en Languedoc, avec la bénédiction du pape Honorius III qui proclame la croisade, ce qui assure une aide  politique et financière à l’expédition. Le roi prend la croix le 30 janvier 1226
Il va profiter de la situation en Provence, convoitée par le comte de Toulouse au détriment du jeune comte Raimond-Berenger V, soutenu par l'Église alliée au roi de France. Louis VIII décide donc d'attaquer Raymond VII en Provence.

## Prélude au siège

### Cheminement de Bourges à Avignon (mai-juin 1226)
Louis VIII rassemble son ost à Bourges le 17 mai. L’armée royale arrive à Lyon le 28 mai et se présente devant Avignon le 6 juin.

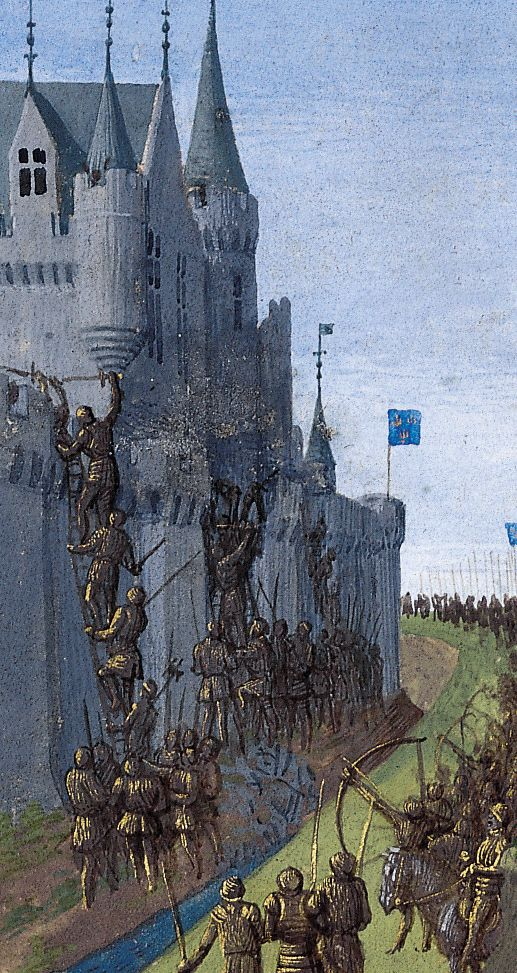
Détail de la miniature de Fouquet montrant l'assaut des remparts d'Avignon.

Lorsque Gautier II d'Avesnes, comte de Blois, qui dirige l’avant-garde, arrive devant la ville, il trouve un pont en bois qui permet à l’armée de traverser le Rhône en dehors de la ville et les portes de celle-ci closes. L’issue du siège de Marmande est encore dans les esprits et les Avignonnais craignent les exactions des soldats. Avignon passait pour imprenable et ses habitants pensaient que les croisés seraient pressés de rejoindre le Languedoc.
Le 10 juin, le roi Louis VIII arrive à son tour et décide de mettre le siège devant la ville. 

### Contacts entre le roi de France et l'empereur
Avignon est une ville du Saint-Empire, bien qu'elle soit aux mains de Raymond VII de Toulouse. Le roi de France, voulant éviter une intervention de l’empereur Frédéric II de Hohenstaufen, lui fait savoir que le siège n’a pour but que le châtiment des hérétiques vivant dans la ville, et non pas la conquête de la ville.

## Déroulement du siège

### Résistance des Avignonnais
Sous la conduite des consuls de la ville, Guillaume Raymond et Raymond Riali, et encouragés par les sirventes[pas clair] du troubadour Bertrand d'Avignon, les Avignonnais montrèrent autant de vaillance à repousser les assauts que les Toulousains en 1218. Raymond VII ne dispose pas de troupes suffisantes pour attaquer les croisés à revers, mais il parvient à harceler les convois de ravitaillement en vivres et en fourrage. 

### Difficultés dans l'armée royale
Le camp des croisés est très vite frappé par la dysenterie, qui cause de nombreuses morts. 
Certains grands seigneurs, peu enclins à aider le roi à déposséder l’un des leurs, se plaignent de la longueur et de l’inutilité[réf. nécessaire] du siège. Début août, le comte Thibaud IV de Champagne invoque la fin de l'ost, dont la durée traditionnelle pour un vassal est fixée à 40 jours au service de son seigneur, et quitte le siège, malgré l’ordre du roi de rester.
Craignant le départ d’autres féodaux, le roi ordonne un nouvel assaut, qui est de nouveau repoussé (8 août. 

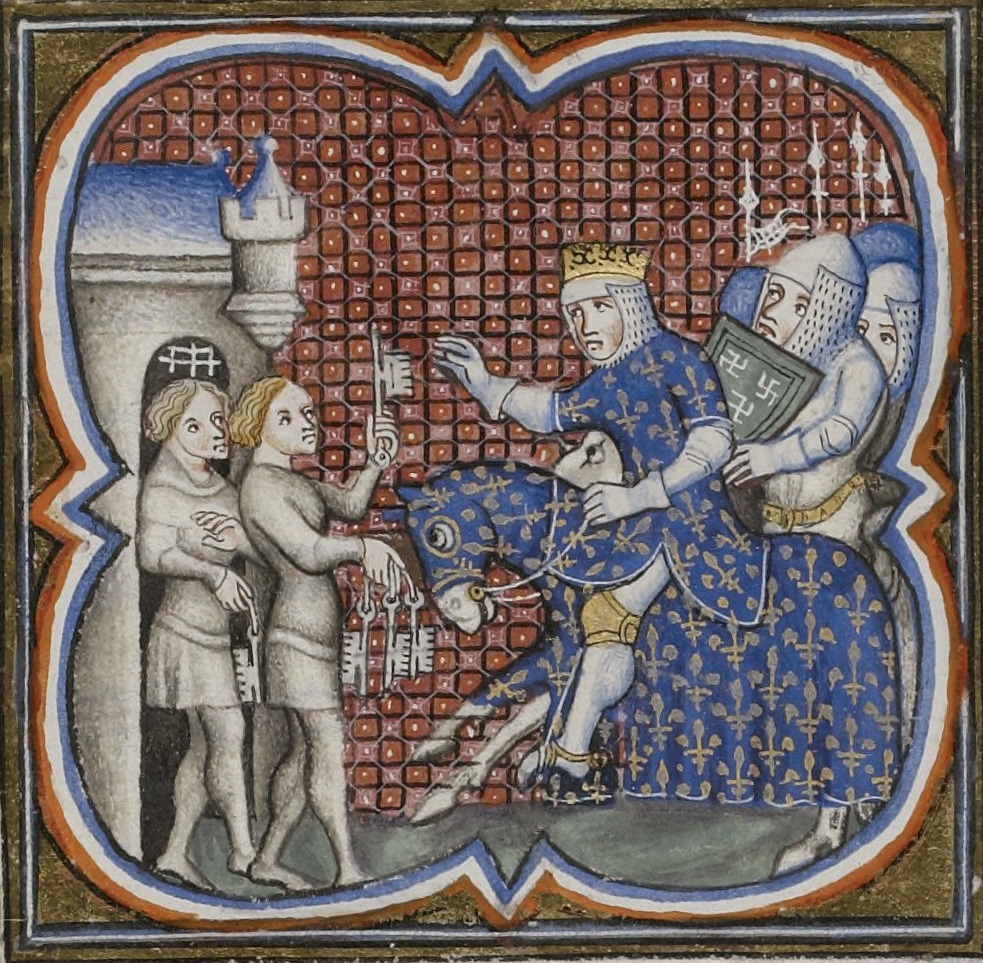
Conquête d'Avignon par Louis VIII. Enluminure du manuscrit MS M.536 fol.228r de la BNF.

### Phase finale (8 août-12 septembre)
À la demande des ecclésiastiques, le siège est cependant maintenu. Le blocus de la ville finit par avoir de l'effet : les vivres commencent à manquer.
Les consuls négocient la reddition de la ville. Selon le traité de reddition (10 septembre), la cité d'Avignon doit abattre ses fortifications, céder au roi la ville de Beaucaire et payer 6 000 marcs d’argent au roi et 1 000 marcs à l’Église. 
Le 12 septembre, Louis VIII fait son entrée dans la ville. 

## Suites
Louis VIII fait construire Villeneuve-lès-Avignon où il installe une garnison.
Il est dit que le 14 septembre 1226, Louis VIII a fondé la Confrérie des Pénitents Gris d'Avignon. Le roi se serait rendu sur les bords de la Sorgue, en procession expiatoire, pieds nus et vêtu d'un sac, pour s'agenouiller à la chapelle Saint-Croix. Cette présentation hagiographique est contestée. Il est plus probable que le roi de France ait convoqué Pierre III, l'évêque d'Avignon, avec ordre de lui porter le Saint-Sacrement. Les fidèles, qui le suivaient, pieds nus et recouverts d'un sac en signe d'expiation, se seraient dès lors constitués en une confrérie dénommée « Disciples des Battus de la Croix ». Ils furent plus connus sous le nom de « Pénitents Gris ».
Après avoir été retardé de trois mois pendant le siège, l’armée royale reprend la route et le roi reçoit la soumission (sans combats) de nombreuses villes et de plusieurs alliés du comte de Toulouse comme Bernard V, comte de Comminges. 
Remettant le siège de Toulouse à l’année suivante, il repart vers le nord au mois d’octobre. Mais, durant son voyage de retour, il tombe malade et meurt à Montpensier le 8 novembre 1226.

## La crue du Rhône du 17 septembre 1226
La victoire de Louis VIII a tenu à peu de choses : cinq jours plus tard, le 17 septembre, une forte crue du Rhône a lieu. À quelques jours près les assaillants auraient été noyés et la cité sauvée.[réf. nécessaire]